# 6-氯-5-乙氧基-N-(吡啶-2-基)吲哚啉-1-甲酰胺
6-氯-5-乙氧基-N-(吡啶-2-基)吲哚啉-1-甲酰胺，缩写作CEPC，是一种有效的、选择性的血清素5-HT2C受体拮抗剂药物。在动物研究中，发现它会增强低剂量苯丙胺诱导的条件性位置偏爱，这表明5-HT2C介导的多巴胺释放去抑制可导致与多巴胺能药物的相互作用。